# Hypochrysops taeniata
Hypochrysops taeniata är en fjärilsart som beskrevs av Jordan 1908. Hypochrysops taeniata ingår i släktet Hypochrysops och familjen juvelvingar. Inga underarter finns listade i Catalogue of Life.